# ヴォルフ・ビーアマン
ヴォルフ・ビーアマン（Wolf Biermann、1936年11月15日 - ）は、ドイツの詩人。歌による社会批判を行なう。

## 来歴
ハンブルクに生まれる。両親はともに共産党員。ユダヤ人でもあった父は、ヴォルフが赤子の頃にナチスにより連行され、アウシュビッツ強制収容所で殺害されている。1953年、社会主義に希望を持ち母親を残してドイツ民主共和国（東ドイツ）に移住、ベルリン大学で経済学を学ぶ。1957年より2年間、ベルトルト・ブレヒトの創設した劇団ベルリナー・アンサンブル　(Berliner Ensemble) で演出助手を務める。その後大学で数学と文学を学び、1960年頃より詩作を開始。東独移住直後に地元の青年組織で、キリスト教会との決別を宣言する集会に参加させられて信仰の継続を表明したことなどから、社会主義政権に次第に幻滅。以後、詩人としてだけでなく自ら曲を付け演奏を行ない、社会批判的な内容からたびたび政府の干渉を受ける。シュタージの尾行や盗聴がつきまとい、自動車のブレーキに細工されて交通事故死しかけたこともあったという。
1965年に東ドイツ政府により公的活動と出版を禁止されるが、以降も創作活動を続け、その作品は録音テープや紙片を通して人々に伝えられた。1976年、西ドイツでの演奏旅行中に東ドイツ市民権を剥奪され、家族とともに西ドイツに留まった。政府の決定当日には東ドイツの作家クリスタ・ヴォルフ、ハイナー・ミュラー、フォルカー・ブラウン、ザラ・キルシュらが抗議声明を発表、西ドイツでも抗議集会が開かれた。当時、ビーアマンの監視を担当していたシュタージ将校ウォルフガング・シュミットは、追放決定を聞いた瞬間に失策だと驚き、その通りになったと回想している。
市民権剥奪以降も東ドイツ政府に対する批判を続け、再統一前の1989年には再び東ドイツで公的活動を行なった。1991年、ドイツ語圏で最も権威の文学賞ゲオルク・ビュヒナー賞を受賞。1998年ドイツ国家賞を受賞。1999年のコソボ紛争、2003年のイラク戦争の際には政府への支持を表明している。
4人の女性との間に子供を9人もうけており、関係を持った女性の中にはシュタージの女性スパイもいたという。また、彼を支持したために遅れて同様に西ドイツに亡命することになったロック歌手のニーナ・ハーゲンは、彼が東ドイツ時代に同棲していた女性の連れ子である。

## 日本語訳・参考文献
- ヴォルフ・ビーアマン詩集（野村修訳、晶文社、1972年）
- ドイツ　ひとつの冬物語（野村修訳、私家版、1974年）
- ビーアマンは歌う（野村修訳、晶文社、1986年）